# Wereldkampioenschap voetbal 1982 (Groep B) Oostenrijk - Algerije
Het duel tussen Oostenrijk en Algerije was voor beide landen de tweede groepswedstrijd bij het WK voetbal 1982 in Spanje, en werd gespeeld op maandag 21 juni 1982 (aanvangstijdstip 17:15 uur lokale tijd) in het Estadio Carlos Tartiere in Oviedo. Het was de eerste ontmoeting ooit tussen beide landen.
Het duel, bijgewoond door 22.000 toeschouwers, stond onder leiding van scheidsrechter Tony Bosković uit Australië, die werd bijgestaan door lijnrechters Vojtech Christov (Tsjechoslowakije) en Ebrahim Al-Doy (Bahrein). Algerije had in de eerste speelronde in Groep B voor een grote verrassing gezorgd door met 2-1 te winnen van groepsfavoriet West-Duitsland.

## Wedstrijdgegevens
| Oostenrijk | 2 – 0          | Algerije |
| Walter Schachner 56' Hans Krankl 67' | goals          | |
| Felix Latzke en Georg Schmidt | bondscoach(es) | Mahieddine Khalef en Rachid Mekhloufi |
| Friedrich Koncilia Bernd Krauss Erich Obermayer Bruno Pezzey Josef Degeorgi Roland Hattenberger Herbert Prohaska 80' Reinhold Hintermaier Ernst Baumeister 46' Walter Schachner Hans Krankl | opstellingen   | Mehdi Cerbah Chaabane Merzekane Mahmoud Guendouz Nourredine Kourichi Faouzi Mansouri Ali Fergani 65' Lakhdar Belloumi 76' Mustapha Dahleb Rabah Madjer Djamel Zidane Salah Assad |
| Kurt Welzl 46' Heribert Weber 80' | wissels        | 65' Tedj Bensaoula 76' Djamel Tlemcani |
| | gele kaarten   | 67' Faouzi Mansouri |
| | rode kaarten   | |

## Overzicht van wedstrijden
| Eerste ronde | | |
| Groep A | Groep B | Groep C |
| Italië – Polen Kameroen – Peru Italië – Peru Kameroen – Polen Polen – Peru Italië – Kameroen                                                       | West-Duitsland – Algerije Chili – Oostenrijk West-Duitsland – Chili Oostenrijk – Algerije Algerije – Chili West-Duitsland – Oostenrijk    | Argentinië – België Hongarije – El Salvador Argentinië – Hongarije België – El Salvador België – Hongarije Argentinië – El Salvador                |
| Groep D | Groep E | Groep F |
| Engeland – Frankrijk Tsjecho-Slowakije – Koeweit Engeland – Tsjecho-Slowakije Frankrijk – Koeweit Frankrijk – Tsjecho-Slowakije Engeland – Koeweit | Spanje – Honduras Joegoslavië – Noord-Ierland Spanje – Joegoslavië Honduras – Noord-Ierland Honduras – Joegoslavië Spanje – Noord-Ierland | Brazilië – Sovjet-Unie Schotland – Nieuw-Zeeland Brazilië – Schotland Sovjet-Unie – Nieuw-Zeeland Sovjet-Unie – Schotland Brazilië – Nieuw-Zeeland |

| Tweede ronde                                            |                                                                     |                                                             |                                                                             |
| Groep 1                                                 | Groep 2                                                             | Groep 3                                                     | Groep 4                                                                     |
| België – Polen België – Sovjet-Unie Polen – Sovjet-Unie | Engeland – West-Duitsland West-Duitsland – Spanje Engeland – Spanje | Italië – Argentinië Brazilië – Argentinië Italië – Brazilië | Frankrijk – Oostenrijk Oostenrijk – Noord-Ierland Noord-Ierland – Frankrijk |
| Halve finales                                           |                                                                     |                                                             |                                                                             |
| Polen – Italië                                          | Polen – Italië                                                      | West-Duitsland – Frankrijk                                  | West-Duitsland – Frankrijk                                                  |
| Troostfinale                                            |                                                                     |                                                             |                                                                             |
| Frankrijk – Polen                                       |                                                                     |                                                             |                                                                             |
| Finale                                                  |                                                                     |                                                             |                                                                             |
| Italië – West-Duitsland                                 |                                                                     |                                                             |                                                                             |